# George Parker
George Parker, född 1896, död 1976, var en australisk friidrottare.
Parker blev olympisk silvermedaljör på 3 kilometer gång vid sommarspelen 1920 i Antwerpen.